# Joel Joan i Juvé
Joel Joan i Juvé   (Barcelona, 5 de novembre de 1970) és un actor, guionista i director català.

## Biografia
Joel Joan va estudiar art dramàtic a l'Institut del Teatre de Barcelona. Va començar la seva carrera artística al teatre, en produccions dirigides per Calixto Bieito (Somni d'una nit d'estiu), Sergi Belbel (La filla del mar, L'avar) i Rosa Maria Sardà (Fugaç).
Va començar a treballar a la televisió en les sèries Poblenou l'any 1994. Aquest mateix any va ser membre fundador de la companyia teatral Kràmpack amb la qual van estrenar l'obra homònima amb força èxit i que després van adaptar al cinema. L'èxit els va donar la possibilitat de crear la sèrie de televisió Plats bruts estrenada a TV3 l'any 1999. L'any 2004 va estrenar la sèrie de televisió Porca misèria en la qual feia de director, guionista i actor.
Ràpidament, va aconseguir treballar al cinema fins a aconseguir algun paper més important en pel·lícules com El corazón del guerrero, Excuses! (on també va ser director i guionista) i Salvador. Ha treballat en la pel·lícula Vicky Cristina Barcelona dirigida per Woody Allen. El 2012 va codirigir amb Sergi Lara la pel·lícula Fènix 11·23 en la qual s'explica la història d'Èric Bertran i Martínez.
És administrador d'Arriska Films, una productora audiovisual creada per ell mateix el 2000. Són produccions d'Arriska Films la pel·lícula Excuses! i la sèrie Porca misèria.
També és promotor de la plataforma Sobirania i Progrés, un moviment a favor de la independència de Catalunya. Va ser el president de l'Acadèmia del Cinema Català des de la seva fundació, el 2008, fins a l'abril de 2013.
El gener de 2014 va anunciar que estrenaria una nova sèrie còmica a TV3, titulada El crac, que s'estrenà al setembre del mateix any.
Entre 2018 i 2022, durant quatre temporades, ha dirigit amb Héctor Claramunt l'obra de teatre Escape room, un thriller de comèdia. L'11 de març de 2022 es va estrenar una revisió cinematogràfica d'aquesta obra, on actua el mateix Joan. El 5 de desembre de 2023 es va estrenar la segona part de l'obra de teatre.
Joel Joan sempre ha estat un defensor de la llengua i cultura catalana. Ha apostat pel teatre amb la llengua de Catalunya i ha estat molt crític amb els actors i actrius que no defensen la llengua. És parella de l'actriu Anna Sahun i Martí, amb qui té dues filles.

## Treballs destacats

### Teatre[11]
Actor
- 1991: El somni d'una nit d'estiu, de William Shakespeare i dirigida per Calixto Bieito
- 1992: La filla del mar, d'Àngel Guimerà i dirigida per Sergi Belbel
- 1992: Mareig, de Jordi Sànchez i dirigida per Núria Furió
- 1993: Yvonne, princesa de Borgonya, de Witold Gombrowicz i dirigida per Josep Maria Mestres
- 1994: Fugaç, de Josep Maria Benet i Jornet i dirigida per Rosa Maria Sardà
- 1994-1996: Kràmpack, de Jordi Sànchez i dirigida per Josep Maria Mestres
- 1994-1995: La corona d'espines, de Josep Maria de Sagarra i dirigida per Ariel García Valdés
- 1996-1997: L'avar, de Molière i dirigida per Sergi Belbel
- 1997-1998: Sóc lletja, de Jordi Sànchez i Sergi Belbel i dirigida per Sergi Belbel
- 1997: Testament, de Josep Maria Benet i Jornet i dirigida per Sergi Belbel (veu)
- 2001: Excuses!, de Joel Joan i Jordi Sànchez i dirigida per Pep Anton Gómez
- 2003: Glengarry Glen Ross, de David Mamet i dirigida per Àlex Rigola
- 2005-2007: Secrets compartits, dirigida per Gerard Quintana
- 2005: Ets aquí?, de Javier Daulte i dirigida per Javier Daulte
- 2006: Peer Gynt, de Henrik Ibsen i dirigida per Calixto Bieito
- 2007-2008: Intimitat, de Hanif Kureishi i dirigida per Javier Daulte
- 2008: Jo sóc la meva dona, de Doug Wright i dirigida per Marta Angelat
- 2009: Terra baixa, d'Àngel Guimerà i dirigida per Hasko Weber
- 2009-2010: Un marit ideal, d'Oscar Wilde i dirigida per Josep Maria Mestres
- 2010-2011: Pluja constant, de Keith Huff i dirigida per Pau Miró
- 2011: Madame Melville, de Richard Nelson i dirigida per Àngel Llàcer
- 2012-2014: El nom, de Matthieu Delaporte i Alexandre de La Patellière i dirigida per Joel Joan
- 2013: Venus in Fur, de David Ives i dirigida per Héctor Claramunt.
- 2018: Frankeinstein, de Guillem Morales i dirigida per la Carme Portaceli.
- 2018: Escape Room, de Joel Joan i Héctor Claramunt i codirigida per Joel Joan i Héctor Claramunt.
- 2023: Escape Room 2, de Joel Joan i Héctor Claramunt.[12]

Director
- 2008: Sola com el poeta, d'Ester Formosa
- 2012-2014: El nom, de Matthieu Delaporte i Alexandre de la Patellière
- 2018-2022: Escape room, amb Héctor Claramunt.
- 2019: El pare de la núvia[13]

### Televisió
- Poblenou (1994)
- Rosa (1996)
- Periodistas (1998)
- Plats bruts (actor, director i guionista) (1999)
- Porca misèria (actor, director i guionista) (2004)
- El crac (actor, director, guionista) (2014)

### Cinema
- Monturiol, el senyor del mar de Francesc Bellmunt (1993)
- Rosita, please! de Ventura Pons (1993)
- La buena vida de David Trueba (1996)
- El corazón del guerrero de Daniel Monzón (1999)
- Las razones de mis amigos de Gerardo Herrero (2000)
- Tortilla Soup de Maria Ripoll (2001)
- Excuses! (actor, director i guionista) (2003)
- Salvador (Puig Antich) de Manuel Huerga (2006)
- Vicky Cristina Barcelona de Woody Allen (2008)
- Mil cretins de Ventura Pons (2011)
- Catalunya über alles! de Ramon Térmens (2011)
- La Trinca: biografia no autoritzada de Joaquim Oristrell (2011)
- Volare de Joaquim Oristrell (2012)
- Fènix 11·23 (codirector) (2012)
- Escape room: La pel·lícula, com a actor (2022)

### Llibres[1]
- Plats bruts, el llibre (2000), amb Jordi Sànchez
- Excuses! (2001), amb Jordi Sànchez
- Despullats (2003), escrit conjuntament amb Víctor Alexandre

## Guardons
Premis
- 2002: Premi Ondas per Plats bruts[1]
- 2006: Premi Ondas per Porca misèria[1]

Nominacions
- 2000: Fotogramas de Plata al millor actor de televisió per Periodistas i Plats bruts
- 2001: Premi Butaca al millor actor català de cinema per Las razones de mis amigos
- 2013: Gaudí al millor director per Fènix 11·23
- 2019: Gaudí a la Millor Pel·lícula per a Televisió per El nom